# Hieronim Wincenty Radziwiłł
Hieronim Wincenty Radziwiłł (ur. 11 maja 1759 w Nieświeżu, zm. 18 września 1786) – polski szlachcic, poseł, podkomorzy wielki litewski (od 1779 roku), starosta miński i ordynat na Klecku.
Syn Michał Kazimierza Radziwiłła zwanego Rybeńko i Anny Luizy Mycielskiej. Przyrodni brat Karola Stanisława Radziwiłła zwanego Panie Kochanku, który był jego opiekunem. W młodości odbył podróże edukacyjne po Europie. W 1775 roku poślubił w Ratyzbonie niemiecką księżniczkę Zofię Dorotę Fryderykę von Thurn-Taxis. Jednym z jego dzieci był Dominik Hieronim Radziwiłł.
Był posłem województwa brzeskolitewskiego na sejm w 1780 roku.
Kawaler Orderu Orła Białego i bawarskiego Orderu Świętego Huberta.